# Korneliusz z Berghes
Korneliusz z Berghes (ur. 1490?, zm. 1560?) – biskup Liège w latach 1538-1544. Korneliusz był najmłodszym synem Cornelisa z Glymes holenderskiego admirała i Marii Margarethy van Zevenbergen. Najpierw był w kolegiacie św. Piotra w Lille, następnie przebywał w Mechelen na dworze Małgorzaty Habsburg. W 1520 r. został biskupem koadiutorem Liège, a kiedy zmarł biskup Érard de La Marck dzięki cesarzowi rzymskiemu Karolowi V został biskupem Liège. Jego panowanie w Biskupstwie Liège było katastrofą, ze względu na fanatyczne prześladowania domniemanych heretyków. W 1544 zrezygnował z bycia biskupem, ponieważ chciał się ożenić. Bardzo mało jest informacji o reszcie życia i małżeństwie, wiadomo że zmarł około 1560 roku.